# Mickie Krause

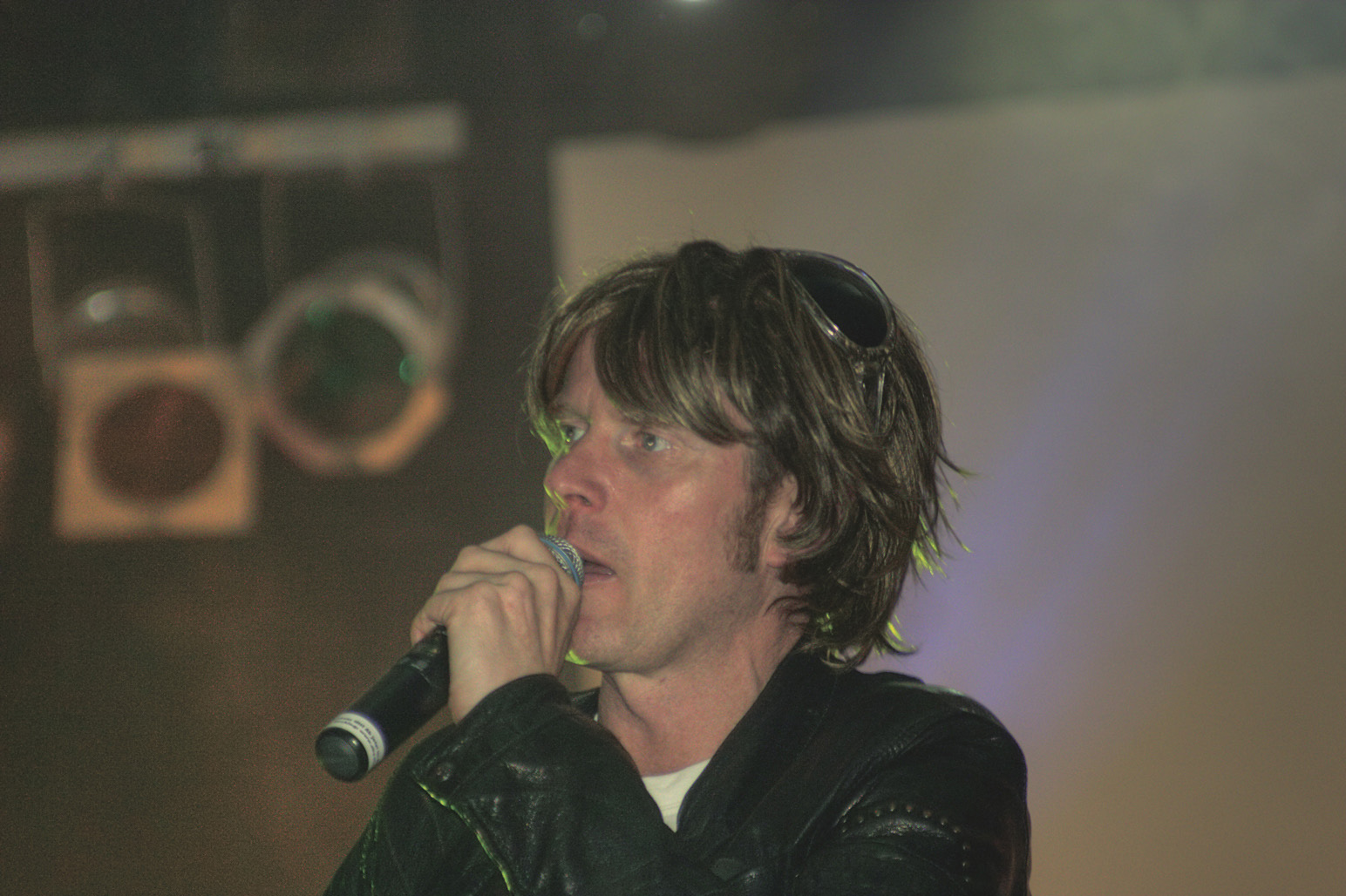
Mikie Krause 2009

Mickie Krause, nom de scène de Michael Engels, est un chanteur de schlager allemand né le 21 juin 1970 à Wettringen, en Rhénanie-du-Nord-Westphalie.
Sa notoriété a explosé[réf. nécessaire] en Allemagne en 1999 grâce à son tube Zehn nackte Friseusen (« Dix coiffeuses nues »).
En 2021 il participe, à la 14e saison de Let's Dance, la version allemande de Danse avec les stars.

## Discographie

### Albums
- 2000 : Ok folgendes – Meine größten Erfolge Teil 2 (2001, Wo. 3, Platz 85)
- 2003 : Krausealarm – Das beste Partyalbum der Welt (2003, Wo. 26, Platz 76)
- 2006 : Wie Blei in den Regalen (2006, Wo. 33, Platz 56)
- 2007 : Vom Mund in die Orgel – Mickie Krause singt die schönsten Fahrten- und Wanderlieder!

### Singles
- 1998 : Anita '98
- 1999 : Olé wir fahr'n in Puff nach Barcelona
- 1999 : Zehn nackte Friseusen
- 2000 : Zeig doch mal die Möpse
- 2000 : Der Ober bricht und Mickie Krause Megamix
- 2001 : Geh doch zuhause, du alte Scheiße
- 2001 : Mallorca Allstars - Sie kommen um Deine Party zu retten (avec Mirja Boes et Sound Convoy)
- 2002 : Knocking on Heavens Door
- 2002 : Reiß die Hütte ab
- 2003 : Du bist zu blöd um ausm Busch zu winken
- 2004 : Wirft der Arsch auch Falten
- 2005 : Alle total versaut
- 2005 : Ich will ne Frau ohne Arschgeweih
- 2006 : Laudato Si
- 2006 : Kumbaja
- 2007 : Finger im Po, Mexiko
- 2008 : Wir Ham St. Anton überlebt (avec Jürgen Milski)
- 2008 : Ich glaub hier ist doch wieder Alkohol im Spiel
- 2008 : Orange trägt nur die Müllabfuhr
- 2008 : Supa Deutschland
- 2008 : Jan Pillemann Otze
- 2011 : Schatzi, schenk mir ein Foto
- 2012 : Nur noch Schuhe an
- 2014 : Geh mal Bier holen (GmBh)